# Proceso unitario
Un proceso unitario  es una o más operaciones agrupadas en un sistema de manufactura que pueden ser definidas y separadas de otras.
En la evaluación del ciclo de vida (LCA) e ISO 14040, un proceso unitario se define como "el elemento más pequeño considerado en el análisis del inventario del ciclo de vida para el cual se cuantifican los datos de entrada y salida".

## Ingeniería Química
En ingeniería química, un proceso unitario es un proceso en el que se producen cambios químicos en el material presente en la reacción y dan como resultado la reacción química. Básicamente, en una reacción entre dos o más sustancias químicas que da como resultado otra sustancia química, también se puede definir como proceso unitario. El equipo donde se realiza un proceso unitario se lo conoce con el nombre genérico de reactor químico. Algunos ejemplos de reacciones químicas industriales son: sulfonación, nitración, halogenación, alquilación, hidrólisis, hidrogenación, polimerización, oxidación, reducción, etc.